# Smldincovité
Smldincovité (Dioscoreaceae) neboli jamovité je čeleď jednoděložných rostlin z řádu smldincotvaré (Dioscoreales). Jsou to byliny i polodřevnaté liány s dlouze řapíkatými, střídavými listy a drobnými květy. Čeleď zahrnuje asi 400 druhů ve 4 rodech a je rozšířena v tropech a subtropech celého světa a místy i v mírném pásu. Největší rody jsou smldinec a taka. Některé druhy smldince jsou pěstovány pro jedlé škrobnaté hlízy, známé jako jamy. Smldince jsou rovněž využívány v lékařství. Některé druhy jsou v tropech pěstovány jako okrasné rostliny.

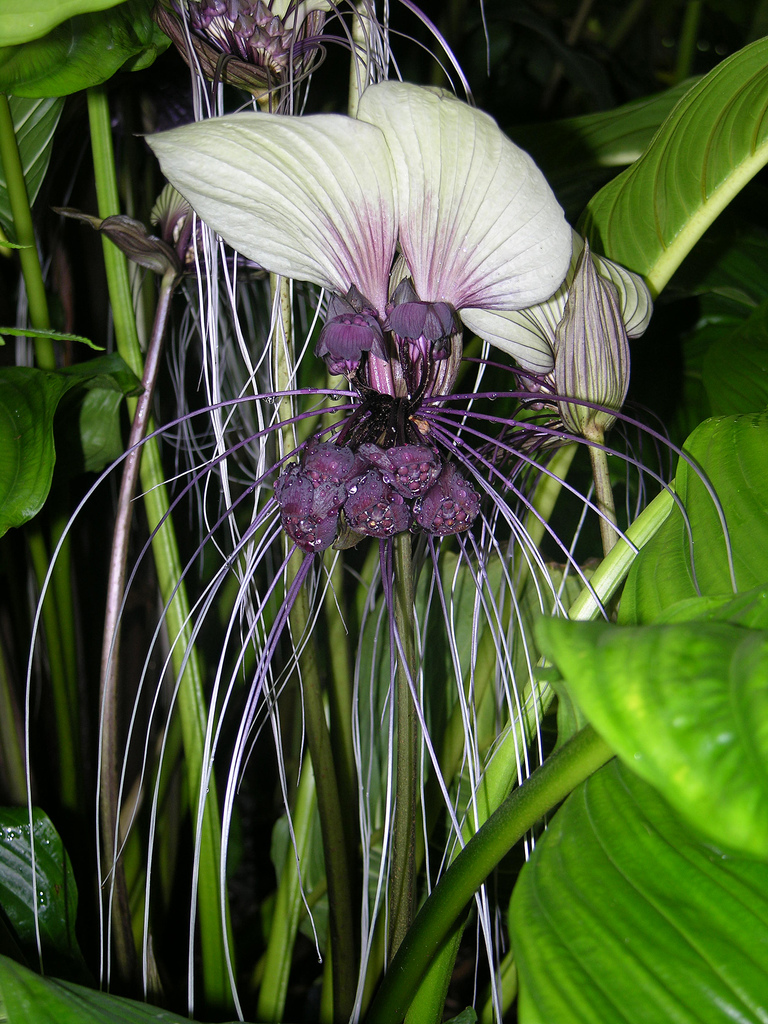
Taka Tacca integrifolia

## Popis
Zástupci smldincovitých jsou popínavé, plazivé nebo přímé byliny nebo polodřevnaté liány. Rostliny mají podzemní oddenky nebo hlízy. Cévní svazky stonku jsou až na nečetné výjimky uspořádány ve dvou soustředných kruzích. Listy jsou většinou střídavé, dlouze řapíkaté, jednoduché a často se srdčitou, celistvou čepelí, řidčeji dlanitě laločnaté nebo dlanitě složené. Žilnatina je dlanitá až zpeřená, hlavní žilky jsou často prohnuté a pospojované sítí sekundárních žilek. Řapík má na obou koncích pulvinus nebo je (u rodu taka) na bázi slabě pochvatý. Odění je tvořeno jednoduchými nebo hvězdovitými chlupy nebo chlupy ve tvaru T.
Květenství jsou obvykle mnohokvětá a úžlabní, listenatá, nejčastěji hrozny, laty, vrcholíky nebo klasy, u některých zástupců jsou květy jednotlivé. U rodu taka je květenstvím pseudookolík, podepřený nápadnými, barevnými listeny a s dlouhými, niťovitými listenci. Rostliny jsou jednodomé nebo dvoudomé. Květy jsou drobné, nenápadné, trojčetné, pravidelné, jednopohlavné (Dioscorea) nebo oboupohlavné (ostatní rody). U jednopohlavných druhů jsou v samičích květech často přítomna staminodia. Okvětí je nerozlišené, tvořené 6 plátky ve 2 kruzích, bílé, světle žluté, zelené nebo červenohnědé. Okvětní plátky jsou volné nebo na bázi srostlé v krátkou trubičku. Na povrchu jsou často pokryté žláznatými chlupy. Tyčinek je 6 ve 2 kruzích, vnitřní kruh je u některých zástupců sterilní nebo i chybí. Nitky tyčinek jsou volné nebo řidčeji srostlé do trubičky nebo přirostlé k bázi okvětí. Semeník je spodní, srostlý ze 3 plodolistů a se stejným počtem komůrek nebo řidčeji (u rodu taka) jen s jednou komůrkou. Čnělky jsou 3, většinou na bázi srostlé, řidčeji je čnělka jen jedna. V každém plodolistu jsou 2 až mnoho vajíček. Plody jsou dosti různorodé, většinou trojkřídlé tobolky, řidčeji souplodí jednosemenných samar nebo bobule. Semena jsou kulatá nebo plochá, s dobře vyvinutým drobným embryem a tuhým endospermem.

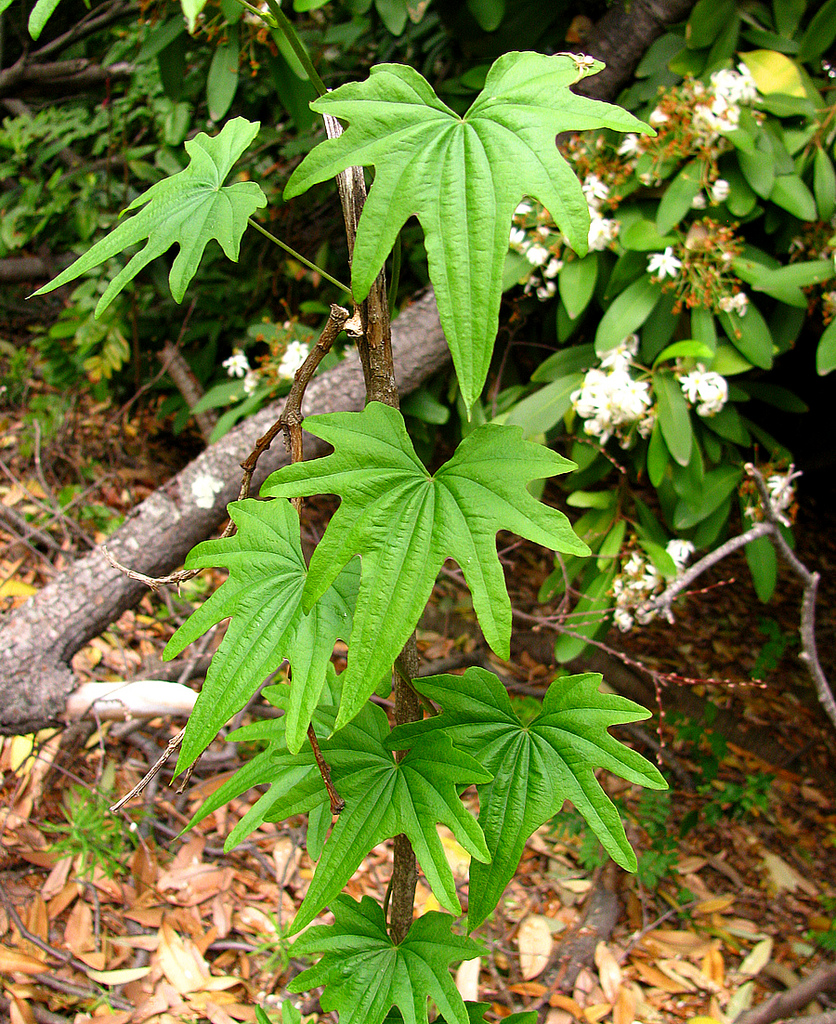
Členěné listy Dioscorea brachybotrya
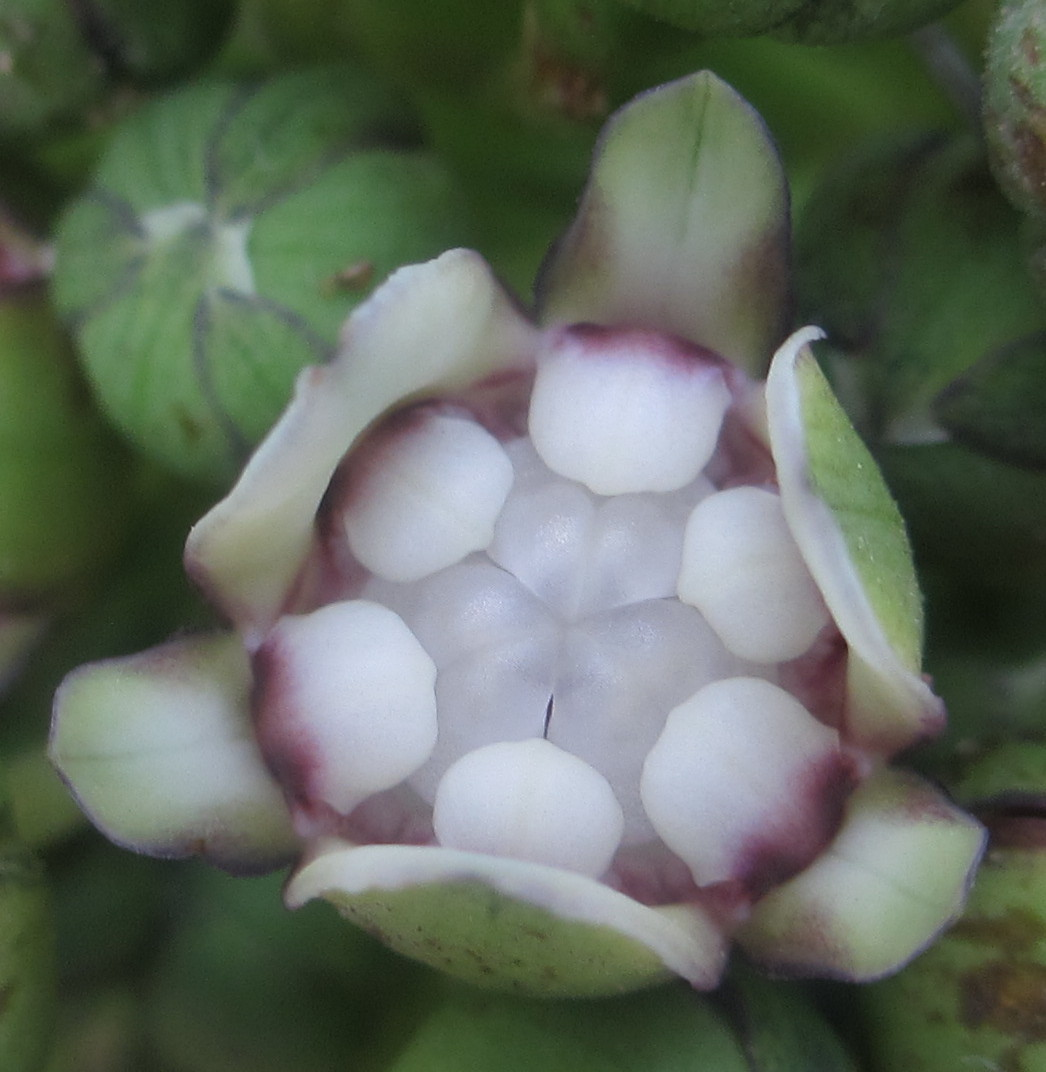
Detail květu taky protisečné (Tacca leontopetaloides)
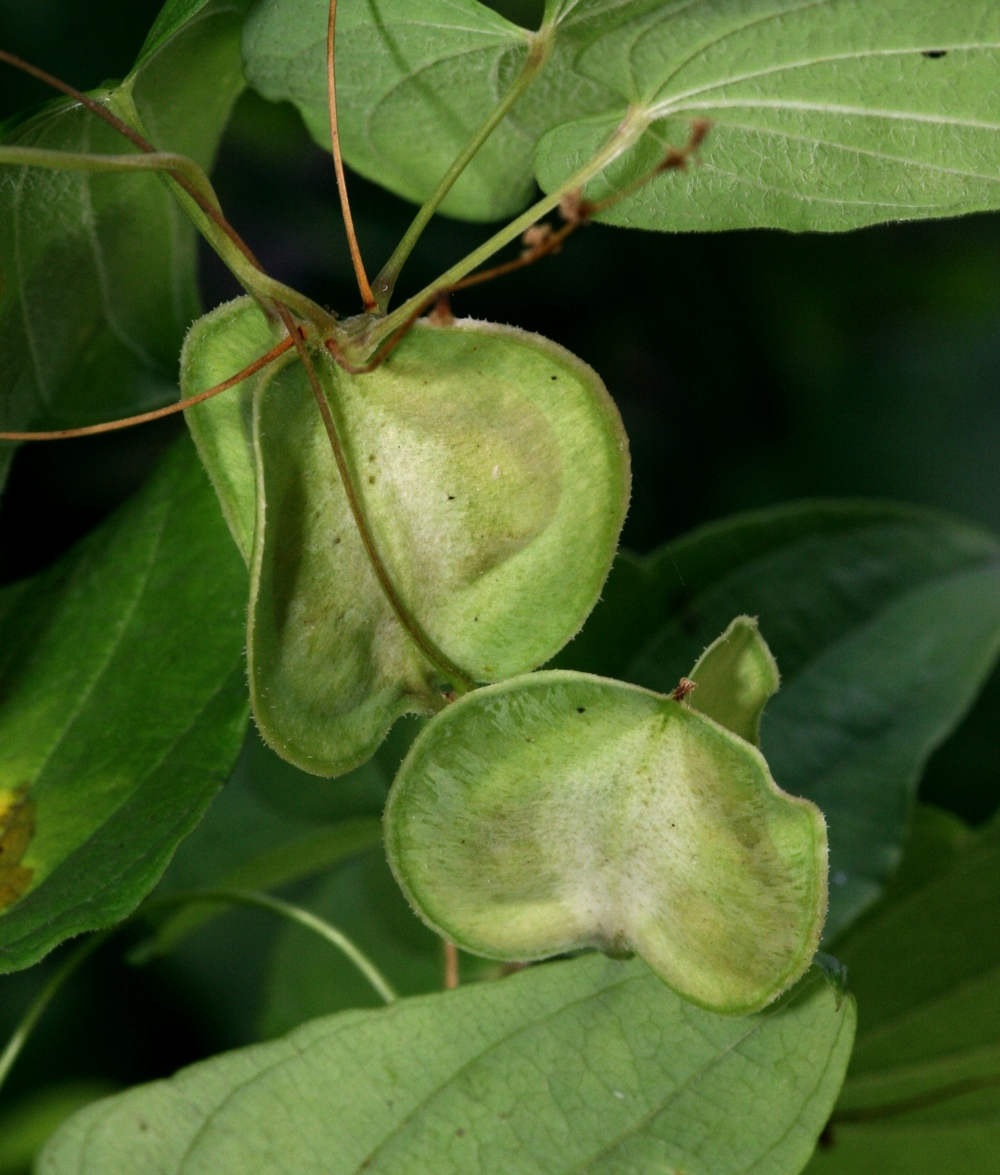
Křídlaté tobolky smldince kavkazského
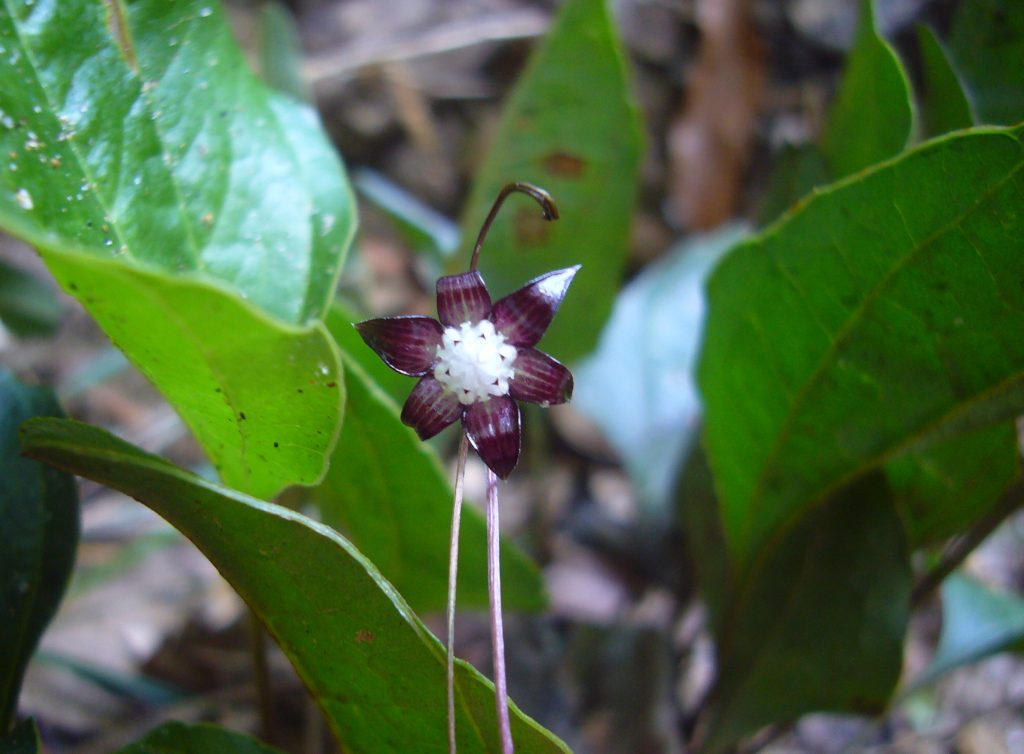
Květ Trichopus zeylanicus

## Rozšíření
Čeleď smldincovité zahrnuje 4 rody a přibližně 400 druhů. Je rozšířena zejména v tropech, centrum druhové diverzity je v jihovýchodní Asii. Největší rod, obsahující převážnou většinu druhů čeledi, je smldinec (celkem asi 350 až 400 druhů). Vyskytuje se v tropech a subtropech celého světa s přesahy do mírného pásu a dokonce i do alpínských poloh. Rod taka (Tacca) obsahuje 10 druhů. Je zastoupen v tropech všech kontinentů, nejvíce druhů se vyskytuje v jihovýchodní Asii. Rod Trichopus má 2 druhy v tropické Asii a na Madagaskaru, rod Stenomeris v jihovýchodní Asii.
V Evropě je čeleď zastoupena 4 druhy rodu Dioscorea.
Tamus obecný (Dioscorea communis, syn. Tamus communis) se vyskytuje v celém Středomoří a atlantické západní Evropě.
Smldinec Dioscorea balcanica je balkánský endemit. Další 2 druhy, řazené v minulosti do samostatného rodu Borderea, jsou svým výskytem vázány na Pyreneje: D. pyrenaica a mnohem vzácnější D. chouardii. V květeně České republiky není tato čeleď zastoupena.
Zástupci smldincovitých rostou nejčastěji v podrostu suchých i vlhkých tropických a subtropických lesů, na pobřežích, v otevřené sekundární vegetaci i na skalnatých stanovištích.

## Ekologické interakce
Nenápadné květy smldincovitých jsou opylovány hmyzem, zejména mouchami. Většina druhů má křídlaté tobolky nebo semena a jejich šíření probíhá větrem. Bobule rozšiřují ptáci nebo savci.

## Taxonomie
V roce 2002 vyšla fylogenetická studie čeledi smldincovité, v níž byla koncepce této čeledi silně upravena. Rody Borderea, Epipetrum, Nanarepenta, Rajania, Tamus a Testudinaria byly vřazeny do rodu Dioscorea, monotypický rod Avetra do rodu Trichopus. Do čeledi Dioscoreaceae byl zařazen rod Tacca, dříve řazený do samostatné čeledi Taccaceae. Tato koncepce se později objevuje v aktualizaci systému APG z roku 2003 (APG II).

### Kladogram čeledi smldincovité
|  | Tacca                                                   |
|  |                                                         |
|  | \| \| Trichopus \| \| \| \| \| \| Dioscorea \| \| \| \| |
|  |                                                         |
|  | Trichopus                                               |
|  |                                                         |
|  | Dioscorea                                               |
|  |                                                         |

|  | Trichopus |
|  |           |
|  | Dioscorea |
|  |           |

|  | Tacca                                                   |
|  |                                                         |
|  | \| \| Trichopus \| \| \| \| \| \| Dioscorea \| \| \| \| |
|  |                                                         |
|  | Trichopus                                               |
|  |                                                         |
|  | Dioscorea                                               |
|  |                                                         |

|  | Trichopus |
|  |           |
|  | Dioscorea |
|  |           |

## Obsahové látky
Mezi charakteristické obsahové látky čeledi smldincovité náležejí zejména steroidní saponiny. Hlízy a oddenky obsahují škrob. Syrové hlízy smldinců obsahují jedovatý alkaloid dioskorin. V pletivech vegetativních částí rostlin jsou přítomny rafidy šťavelanu vápenatého.

## Zástupci

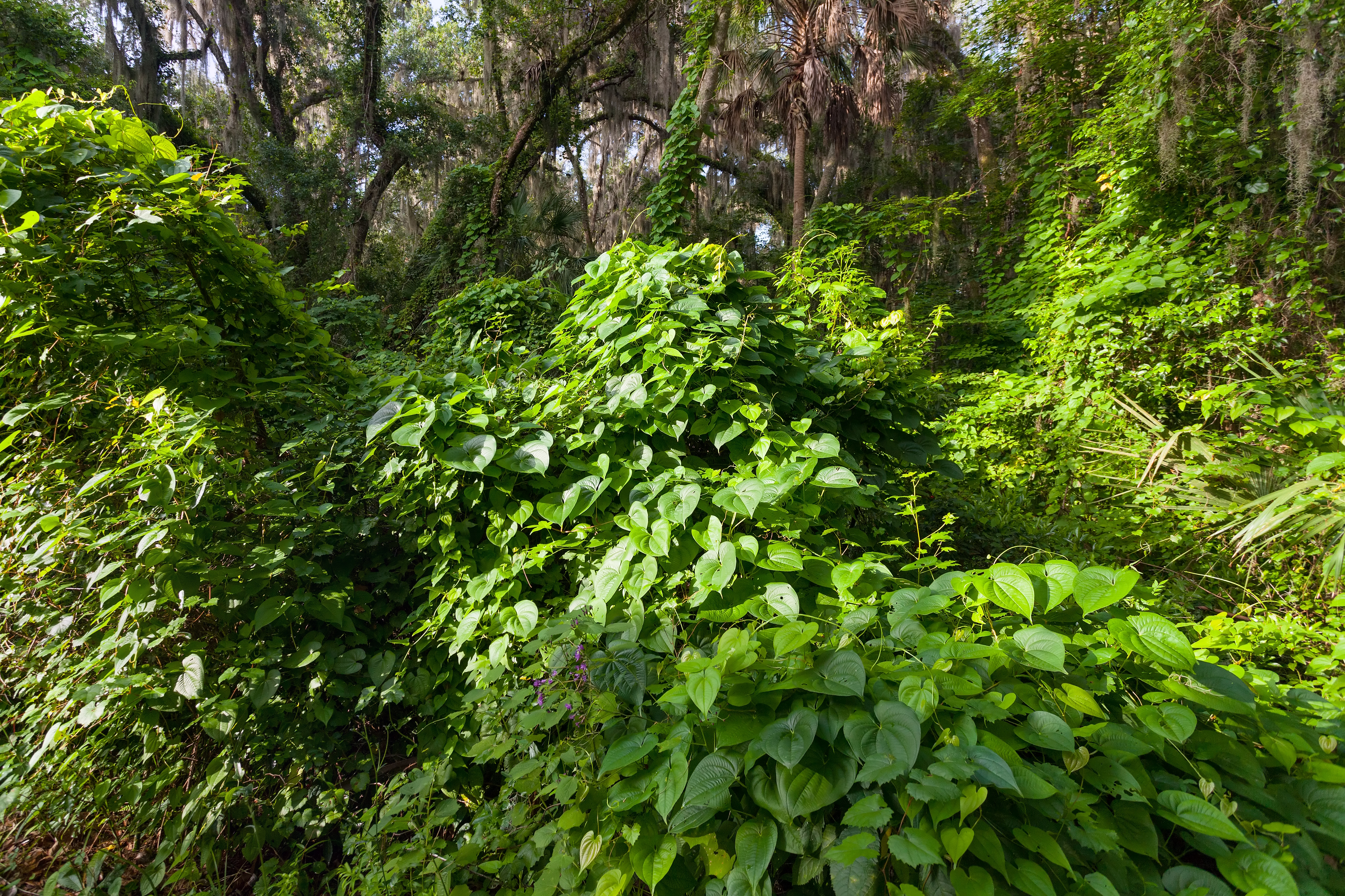
Smldinec Dioscorea bulbifera jako invazní rostlina

- smldinec (Dioscorea)
- taka (Tacca)
- tamus (Dioscorea, syn. Tamus)[9]

## Význam
Škrobnaté kořenové hlízy mnohých druhů smldince jsou jedlé a jsou známé jako jamy. V subtropických oblastech se pěstuje zejména smldinec čínský (Dioscorea polystachya, syn. D. batatas), v tropech smldinec křídlatý (D. alata) a mnohé jiné druhy. Mladé listy a výhonky některých smldinců jsou využívány jako zelenina. Africký druh D. macroura je silně toxický a domorodci z hlíz připravují šípový jed. Některé druhy smldinců mají význam v lékařství, farmacii i lidové medicíně. Pro jedlé hlízy a jako zdroj kvalitního škrobu jsou pěstovány též některé druhy rodu taka, zejména taka protisečná'' (Tacca leontopetaloides).
Některé druhy rodu taka (Tacca) jsou v tropech pěstovány jako stínomilné okrasné rostliny se zajímavými květenstvími. Ze smldinců je pěstován zejména druh Dioscorea bulbifera, v některých zemích se však stal invazní rostlinou. Jako kuriozity jsou pěstovány některé druhy s velkými hlízami, zejména jihoafrický smldinec D. elephantipes a americký D. mexicana.
Různé druhy smldinců a tak lze vidět ve sklenících českých botanických zahrad.

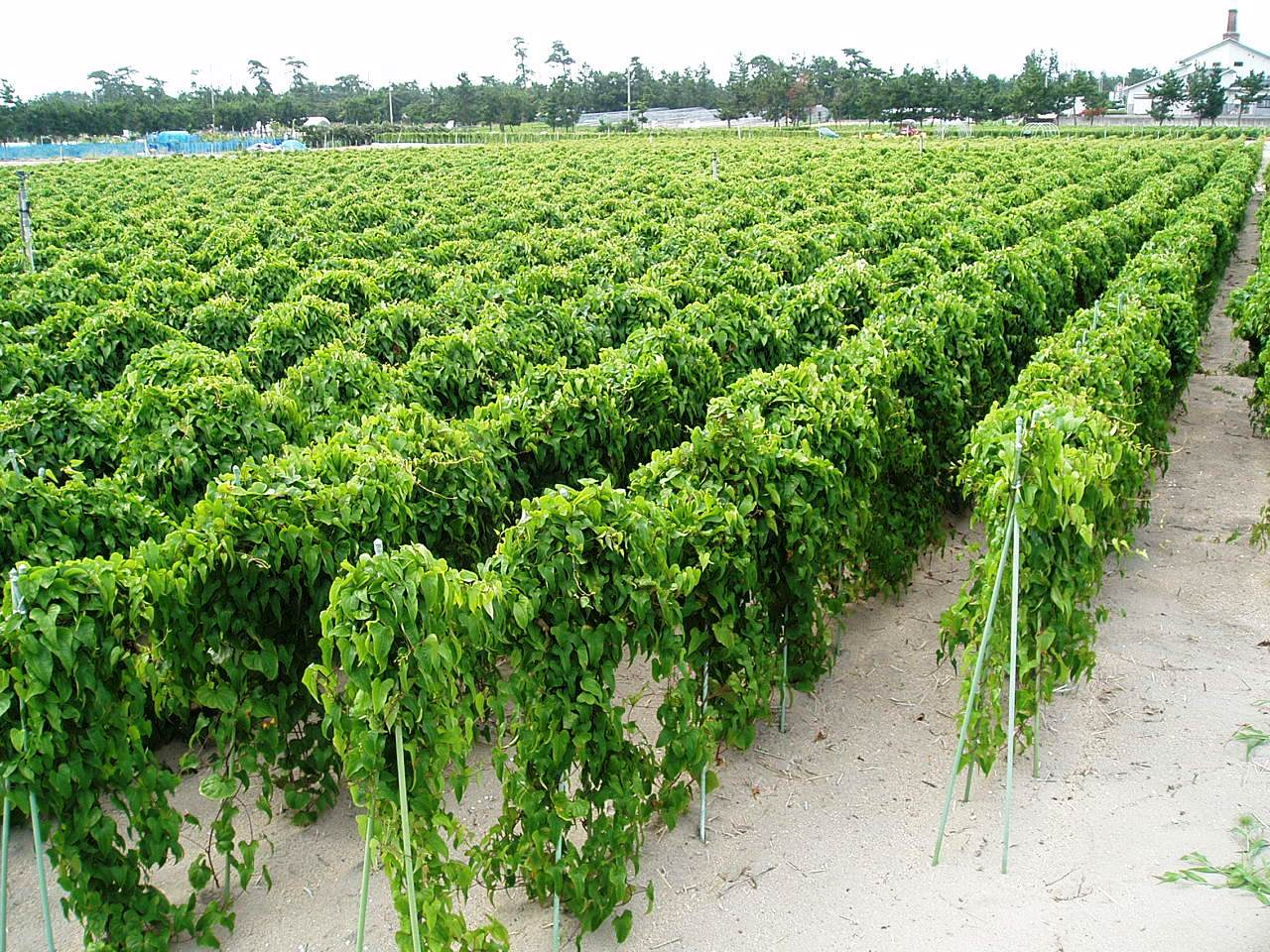
Plantáž smldince Dioscorea opposita
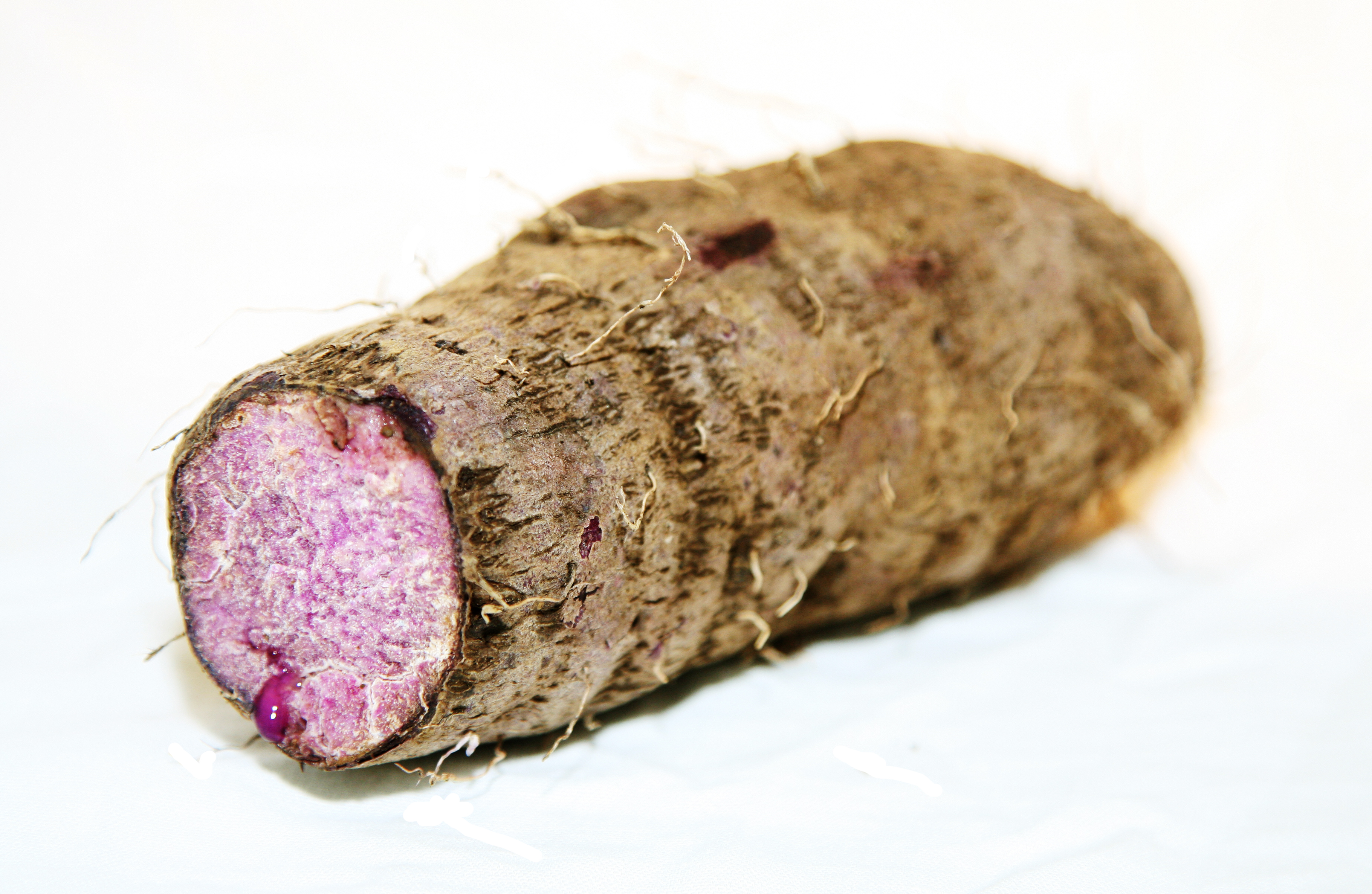
Hlíza smldince křídlatého, tzv. bílý jam
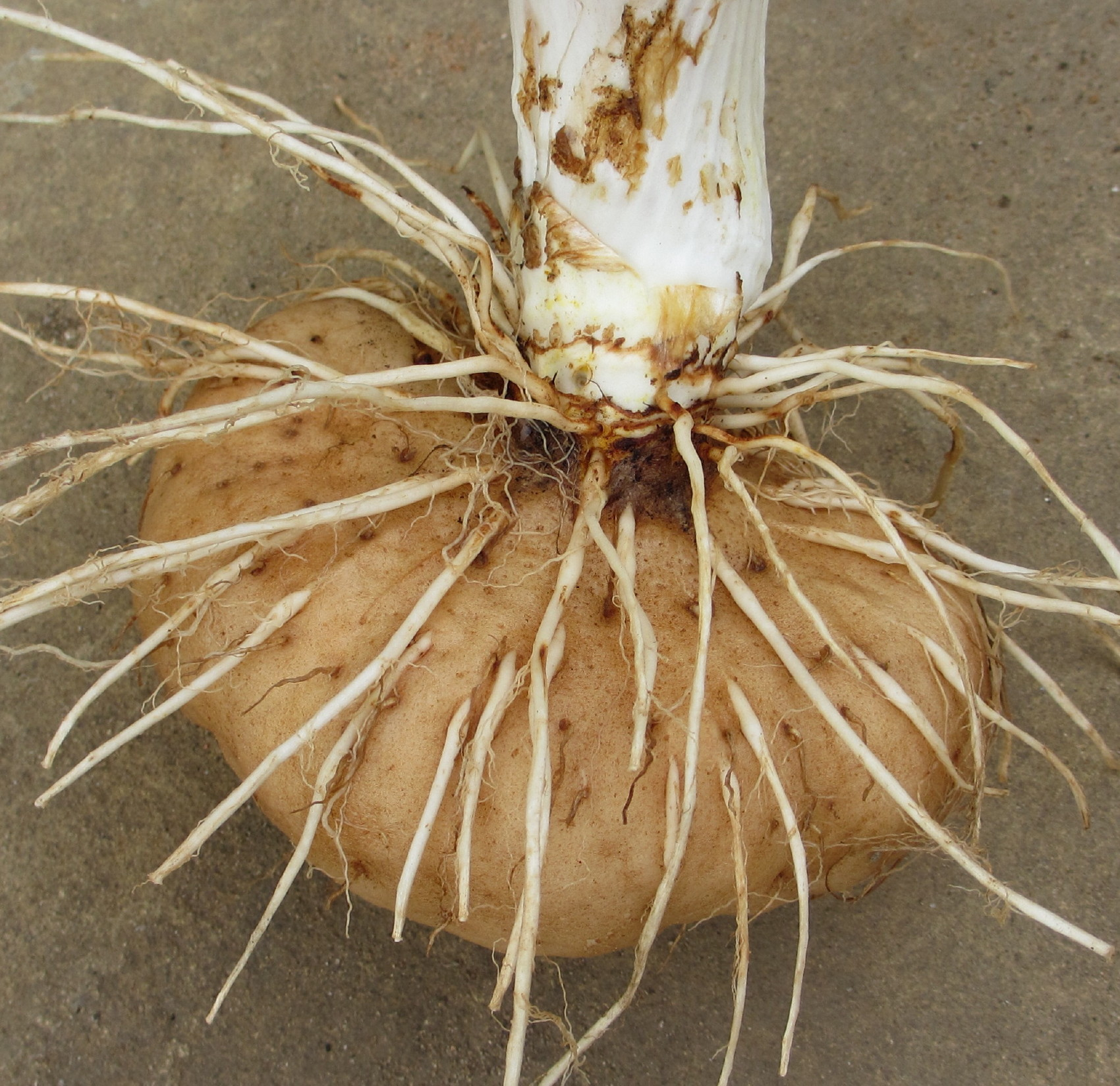
Hlíza taky Tacca leontopetaloides
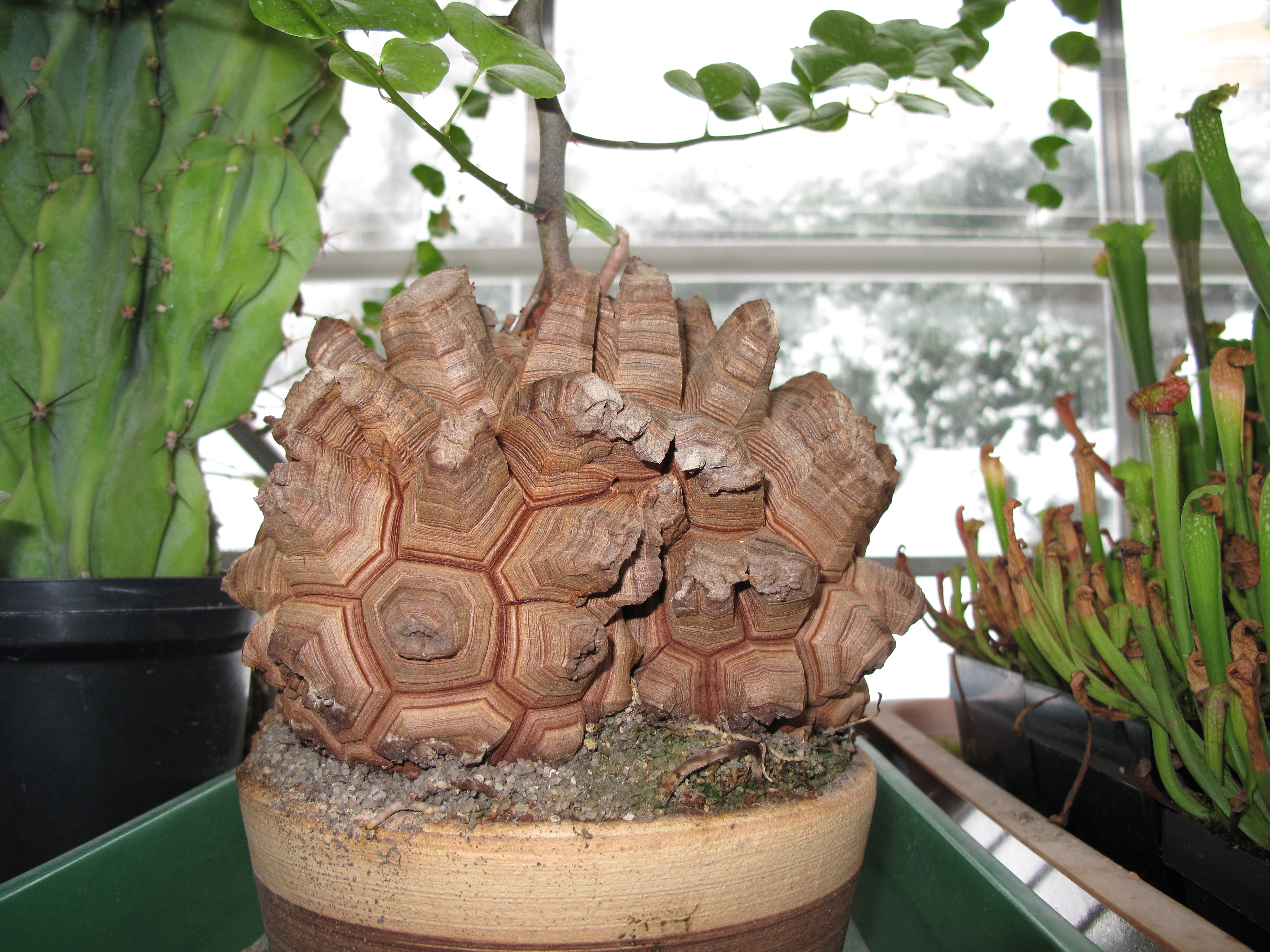
Dioscorea elephantipes jako pokojová rostlina

## Přehled rodů
Dioscorea, Stenomeris, Tacca, Trichopus